# Pro TV
Pro TV è una televisione privata romena facente parte del gruppo Media Pro, di proprietà della compagnia statunitense CME lanciata nel dicembre del 1995 che è visibile dal 99% della popolazione romena. Il 48% della propria programmazione riguarda programmi prodotti localmente. Pro TV trasmette per 24 ore al giorno, raggiungendo una audience media del 16.5% (dati del 2008).
Il target della tv è 18-49 anni, Pro TV utilizza una strategia di programmazione incentrata su serie televisive e film internazionali, intervallandole con produzioni locali romene come programmi di informazione, intrattenimento e fiction girate interamente in Romania.
Trasmette le versioni romene dei talent Got Talent, The Voice, Extreme Makeover: Home Edition, MasterChef.
Alcuni suoi programmi sono ritrasmessi su PRO.TV Internațional.

## Principali programmi
- La Măruță è un programma di divertimento presentato e moderato da Cătălin Măruță. Questa trasmissione è diffusa da lunedì a venerdì nell'intervallo orario 17:30-19:00.
- Românii au talent (trad. "I romeni hanno talento") è una trasmissione di divertimento che ha come giuria Andra, Mihaela Radulescu, Bebe Cotimanis e Andi Moisescu, presentato da Smiley e Pavel Bartoș.
- România, te iubesc! (trad. "Romania, ti amo!") è una trasmissione giornalistica marchiata Știrile ProTV, presentata da Cristian Leonte
- Apropo TV è una trasmissione di divertimento presentata da Andi Moisescu.
- Ce se întâmplă doctore? (trad. "Che succede dottore?") è una trasmissione medica presentata Oana Cuzino.
- Omul care aduce cartea (trad. "L'uomo che porta il libro") è una trasmissione in cui il critico letterario Dan C. Mihăilescu, realizzatore della trasmissione, presenta libri appena pubblicati, libri di filosofia, storia, letteratura fino al dizionario e guide pratiche. La modalità di presentazione varia, di caso in caso, da una di tipo accademico ad una non convenzionale, anticonformista
- Pro Motor è una trasmissione di motori, presentata da Roxana Ciuhulescu.
- După 20 de ani (trad "Dopo 20 anni") è un talk show politico, con numerosi invitati.
- Vocea României (trad. "Voce della Romania") è un talent-show canoro con 4 membri della giuria Tudor Chirila, Loredana Groza, Smiley e Marius Moga. Pavel Bartoș e Oana Tache sono i presentatori.